# Neoserica pseudovulpina
Neoserica pseudovulpina är en skalbaggsart som beskrevs av Ahrens 2003. Neoserica pseudovulpina ingår i släktet Neoserica och familjen Melolonthidae. Inga underarter finns listade i Catalogue of Life.